# No Me Digas Que No
„No me digas que no“ je píseň španělského popového zpěváka Enriqueho Iglesiase. Píseň byla vydána jako součást jeho alba Euphoria. Píseň je nazpívána španělsky, ačkoliv Enrique Iglesias vydal i US verzi alba Euphoria. V českém překladu název zní "Neříkej mi, že ne". Píseň zpívá společně s portorikánským duem, které se nazývá Wisin y Yandel.

## Hudební videoklip

### Vývoj
Hudební videoklip písně byl natočen v Los Angeles, režírován dlouhodobým spolupracovníkem Jessym Terrerem a vyroben Joshem Goldsteinem. Byly nafilmovány dvě verze, jedna společně s featuringem Wisin y Yandel, a další alternativní pouze s Iglesiasem. Premiéra proběhla na jeho webové stránce 18. listopadu 2010 

### Synopse
Video začíná Iglesiasem v autě, zatímco žena řídí. Na začátku písně vidíme Iglesiase vedle Wisin y Yandel v temné místnosti s ostrými jasnými světly. Když začne refrén písně, Iglesias s drinkem sedí na židli v nočním klubu, zatímco Wisin rapuje své verše. Prostřednictvím videa, on a Wisin y Yandel zpívají píseň do různých záběrů kamery. V poslední části videa se Iglesias připojí k ženě, která řídila auto a Yandelův poslední verš ukončí video.